# Koroibos (Olympiasieger)
Koroibos von Elis (Κόροιβος, Coroebus) siegte (am 21. oder 22. Juli 776 v. Chr. = Ol.1,1) in Olympia im Stadionlauf über ca. 192 Meter. Er ist der erste Olympionike, dessen Name aufgezeichnet wurde. Mit ihm beginnt die olympische Siegerliste und die Olympiadenrechnung. Es ist allerdings schon die 28. Olympiade nach der durch Lykurgos und Iphitos angeordneten Aufzeichnung. Unklar ist zudem, ob es bereits zuvor Wettkämpfe zu Ehren des Gottes Zeus am selben Ort gegeben hatte und ob dieses Datum real oder fiktiv sei. 
Nach der Überlieferung durch Pausanias (5, 8, 6; 8, 26, 3–4) befand sich das Grab des Koroibos etwa 12 Kilometer südöstlich vom Zeusheiligtum von Olympia auf einem markanten Hügel nahe der Flussebene, in der der Erymanthos in den Alpheios mündet. Bereits 1845/46 wurde hier nach dem Grab des Koroibos gegraben. Finanziert wurde die Ausgrabung durch den preußischen König Friedrich Wilhelm IV. Die von Ludwig Ross angeregte Freilegung leitete der Architekt Eduard Schaubert.
Überliefert wird, dass Koroibos ein Priester (mageiros) und sozialer Aufsteiger aus der Landschaft Elis gewesen sein soll.